# Pterostichus lassulus
Pterostichus lassulus är en skalbaggsart som beskrevs av Thomas Casey. Pterostichus lassulus ingår i släktet Pterostichus och familjen jordlöpare. Inga underarter finns listade i Catalogue of Life.